# Celso Franco
Celso Franco (Caacupé, Paraguay; 1 de enero de 1990) es un actor paraguayo de cine y teatro. Fue muy conocido por su papel protagónico Víctor en la taquillera película 7 cajas.